# Хныкина-Двалишвили, Надежда Павловна
Наде́жда Па́вловна Хны́кина-Двалишви́ли (груз. ნადეჟდა დვალიშვილ-ხნიკინა; род. 24 июня 1933, Баку) — советская легкоатлетка, двукратная призёрка Олимпийских игр. Заслуженный мастер спорта СССР.

## Биография
Первый тренер — Борис Тахтаров.
В 1948 году на первенстве Грузинской ССР прыгнула в длину на 5 метров 59 сантиметров, на 9 см перевыполнив норму мастера спорта. Вскоре ей было присвоено данное звание, что позволило ей стать самым юным мастером спорта СССР на тот момент.
В 1949 году, будучи школьницей, участвовала в розыгрыше Кубка Тбилиси, где смогла прыгнуть в длину с разбега на 5 метров 43 сантиметра, показав результат, превышающий норму взрослой спортсменки 1-го разряда. На этих же соревнованиях установила новый рекорд СССР для девушек в беге на 100 метров. Преодолела дистанцию за 12,4 секунды. Чуть ранее, на легкоатлетическом матче трёх городов, в котором приняли участие сильнейшие спортсмены Москвы, Ленинграда и Киева, лучший результат в беге на 100 метров для женщин показала Зоя Духович, пробежав дистанцию на 0,2 секунды медленнее Надежды Хныкиной — за 12,6 секунды.
На Олимпиаде в Хельсинки в 1952 году участвовала в забегах на 100 и 200 метров, а также в эстафете 4×100 метров. На 100 метрах не смогла выйти в финал, в беге на 200 метров выиграла бронзу, а в эстафете вместе с Ириной Бочкарёвой, Евгенией Сеченовой и Верой Крепкиной стала четвёртой.
На следующей Олимпиаде выступала в прыжках в длину и вновь завоевала бронзовую медаль.
Чемпионка СССР в беге на 100 и 200 метров в 1951 и 1953 годах.

### Семья
Муж — Анзор Двалишвили, дочь Надежда (1955 г.р.).

## Награды
- Орден «Знак Почёта» (27.04.1957) — «за успехи, достигнутые в деле развития массового физкультурного движения в стране, повышения мастерства советских спортсменов, и успешное выступление на международных соревнованиях»